# Maria Hopf
Maria Hopf (* 23. September 1914 in Wettin; † 24. August 2008 in Mainz) war eine deutsche Archäo- und Ethnobotanikerin. Sie war eine der Pionierinnen ihres Faches.

## Leben
Hopf wurde als Tochter eines Landwirtes geboren. Von 1941 bis 1944 studierte sie an mehreren Universitäten Mikrobiologie. Die Promotion erfolgte 1947 an der Universität Göttingen. Der Titel ihrer Dissertation lautete: Untersuchungen über die natürliche Mikroflora des Bodens. Nach dem Studium arbeitete sie zunächst in der Penicillinforschung.
1952 ging Hopf an das Max-Planck-Institut für Geschichte der Kulturpflanzen nach Berlin, das zu dieser Zeit von Elisabeth Schiemann geleitet wurde. Hier leistete sie erste Grundlagenforschungen in der Archäobotanik, speziell untersuchte sie die Anwendungsmöglichkeiten von Weizenkörnern in diesem Bereich. Eine knappe Arbeit trug den Titel Formveränderungen von Getreidekörnern beim Verkohlen. 1956 wechselte sie an das Römisch-Germanische Zentralmuseum nach Mainz. Zunächst arbeitete sie als Assistentin, zuständig für die Archäobotanik. Ab 1961 konnte sie ein eigenes Referat für die Archäobotanik aufbauen. In ihrem Referat bearbeitete sie archäobotanische Funde aus der ganzen Welt. Ein Schwerpunkt lag neben Funden aus Deutschland auf solchen aus Spanien und dem östlichen Mittelmeerraum (so etwa Funde von den Ausgrabungen Kathleen Kenyons in Jericho). Auch in die Untersuchung des „Ötzi“ war sie eingebunden.
1968 gehörte Hopf auf einer Tagung im Schloss Kačina (deutsch Katschina) bei Prag gemeinsam mit Karl-Ernst Behre, Jane Renfrew und Maria Follieri zu den Gründern der Internationalen Arbeitsgemeinschaft für Paläo-Ethnobotanik, die mittlerweile International Work Group for Paleoethnography heißt. Sie ist bis heute die zentrale Organisation in diesem Arbeitsbereich.
Zu ihren bedeutendsten Forschungsleistungen zählen zum einen die 1968 publizierten archäobotanischen Arbeiten zum jungsteinzeitlichen Dorf Ehrenstein, die Zusammenstellung der Vor- und frühgeschichtlichen Kulturpflanzen aus dem nördlichen Deutschland (1982) sowie das mit Daniel Zohary verfasste Domestication of Plants in the Old World, das zwischen 1988 und 2000 drei Auflagen erzielte und 2012 in einer vierten, von Ehud Weiss erweiterten Auflage erschien. Darüber hinaus trug sie zu Forschungsarbeiten von Archäologen die archäobotanischen Untersuchungen bei. Insgesamt war sie an mehr als 100 Veröffentlichungen beteiligt.
Zu ihrem 65. Geburtstag wurde Hopf mit einer Festschrift geehrt. Ihr Nachlass wird vom Niedersächsischen Institut für historische Küstenforschung verwahrt. Sie wird als warmherzig, kollegial und mit trockenem Humor ausgestattet geschildert, konnte sich aber zeitlebens nicht mit dem rheinländischen Karneval anfreunden. Die liebevoll „die Emmerfrau“ genannte Hopf starb wenige Wochen vor ihrem 94. Geburtstag als „Nestorin“ ihres Fachgebietes.
Seit 2019 gibt es die Initiative, eine Straße im Universitätsviertel von Mainz nach Hopf zu benennen.

## Publikationen (Auswahl)
- Untersuchungen über die natürliche Mikroflora des Bodens. Göttingen 1947 (ungedruckte Dissertation).
- Das jungsteinzeitliche Dorf Ehrenstein (Kreis Ulm). Ausgrabung 1960. Teil III: Die Sämereien (= Veröffentlichungen des Staatlichen Amtes für Denkmalpflege Stuttgart Reihe A Vor- und Frühgeschichte, Heft 10/III). Stuttgart 1966.
- Vor- und frühgeschichtliche Kulturpflanzen aus dem nördlichen Deutschland (= Kataloge vor- und frühgeschichtlicher Altertümer, Band 22). Römisch-Germanisches Zentralmuseum Mainz, Mainz 1982, ISBN 3-88467-002-6. Rezension
- mit Daniel Zohary: Domestication of plants in the old world. The origin and spread of cultivated plants in West Asia, Europe and the Nile Valley (= Oxford Science Publications). Clarendon Press, Oxford 1988, ISBN 0-19-854198-8.